# Armand Charles Guilleminot
Armand Charles Guilleminot, né le 2 mars 1774 à Dunkerque (Flandre française) et mort le 14 mars 1840 à Baden (Bade), est un général français de la Révolution et de l’Empire, pair de France et ambassadeur sous la Restauration.

## Biographie

### Les débuts d'une carrière
Fils aîné de Claude Guilleminot (né à Étais en Bourgogne) et d'Isabelle-Barbe Lanscotte (alias Landschoote), il sert d'abord en Belgique contre les Autrichiens en 1790. Sous-lieutenant en 1792 à l'armée du Nord sous les ordres de Dumouriez. Arrêté comme suspect à la suite de la trahison de son chef, il est incarcéré à la Citadelle de Lille. Réintégré, il est envoyé en 1798 comme capitaine à l'armée d'Italie où il devient chef de bataillon et aide-de-camp de Moreau. Ami de ce dernier et de Pichegru, le Premier consul le prend en défiance au moment de la conspiration de Georges Cadoudal et le laisse un an au traitement de réforme.

### Général de l'Empire
Attaché en 1805 au quartier général de l'armée d'Allemagne comme ingénieur géographe, il est promu l'année suivante au grade d'adjudant-commandant. Il sert avec distinction aux armées d'Italie, de Catalogne et à l'état-major général de la Grande Armée. L'Empereur le remarque à la bataille de Medina de Rioseco en Espagne le 14 juillet 1808, et lui donne le brevet de général de brigade le 19 juillet. Il passe la même année à l'état-major du maréchal Bessières en Catalogne. Il est créé baron de l'Empire le 26 octobre 1808, puis est élevé au grade de général de division le 28 mars 1813, avant de recevoir le titre de comte de l'Empire par décret impérial du 19 novembre 1813.
En 1815 il est le chef d'état-major du prince d'Eckmühl. Choisi comme commissaire du gouvernement provisoire pour traiter avec les généraux étrangers, il se rend à Saint-Cloud auprès de Blücher, accompagné de Bignon et de Bondy, et signe la suspension d'armes le 3 juillet. Il suit l'armée sur les bords de la Loire.

### Au service de la monarchie
En mai 1817, il est chargé de fixer, de concert avec une commission allemande, et conformément aux traités de 1814 et 1815, la ligne de démarcation des frontières françaises de l'Est.
Nommé membre de la commission de défense du royaume en 1818, et directeur du dépôt de la guerre en 1822, il contribue à réorganiser cet établissement. Chef de l'état-major général du duc d'Angoulême en 1823, il mène avec ce dernier l'expédition d'Espagne pour rétablir la monarchie absolue de Ferdinand VII. Il rédige l'ordonnance d'Andujar qui provoque la colère des royalistes espagnols, car elle est jugée trop clémente pour les libéraux vaincus. Nommé pair de France et ambassadeur à Constantinople, il quitte l’Espagne pour se rendre à son poste. Il est reçu chevalier des ordres du roi le 3 juin 1827.
Rappelé en 1831, par Louis-Philippe Ier, il devient président de la commission chargée d'établir la démarcation des frontières de l'Est, et membre de la nouvelle commission de défense du royaume reconstituée en 1836.
Il est inhumé au cimetière du Père-Lachaise à Paris auprès de son épouse et de sa fille. Sa sépulture (28e division) fut sauvée de la destruction grâce à l'intervention de Domenico Gabrielli, Président de l'Association Internationale du cimetière du Père Lachaise, auprès du comte Emmanuel Humann-Guilleminot, son descendant, qui prit à son compte la restauration du monument.

## Famille
Le général Guilleminot a épousé en 1798 Marie-Adrienne-Elisabeth-Josèphe-Aimée de Fernig (1777-1837), fille cadette du commandant François Louis Joseph de Fernig et de Marie-Adrienne Bassez. Il a une fille, Augustine Hortense Guilleminot, née le 8 décembre 1811 et morte en 1849, mère de l'amiral Edgar Humann et épouse du diplomate Jules Émile Humann (1809-1857), inhumé lui aussi au cimetière du Père-Lachaise (4e division) avec son frère Eugène Charles Humann (1808-1838), maître des requêtes au Conseil d'État. Guilleminot a également un fils : Charles-Amédée-Eugène-Napoléon-Auguste, officier de la Légion d'honneur (né le 6 novembre 1806, décédé à Constantinople le 21 novembre 1825). En secondes noces, Armand-Charles Guilleminot épousa en 1838 Henriette-Aimée Ebray, dite Mary, décédée au château de Vaudrevange, près de Sarrelouis le 16 avril 1879, veuve en premières noces de Louis Villeroy, sans postérité.

## Héraldique
| Figure | Blasonnement |
| ------ | --- |
|        | Armes du baron Guilleminot et de l'Empire (1808-1813) Parti, le premier d'azur, à l'étoile rayonnant d'or ; le second coupé, au premier des barons militaires de l'Empire et au deuxième de pourpre de chevron d'or accompagné de trois roses d'argent. |
|        | Armes du comte Guilleminot et de l'Empire (1813-1815) Parti, le premier coupé, au premier des comtes militaires de l'Empire et au deuxième de pourpre de chevron d'or accompagné de trois roses d'argent ; le second d'azur, à l'étoile rayonnant d'or. |
|        | Armes du comte Guilleminot, baron et pair de France (1815-1830) Parti de pourpre de chevron d'or accompagné de trois roses d'argent et d'azur, à l'étoile rayonnant d'or.                                                                               |
|        | Armes du comte Guilleminot, pair de France (1830-1840) Parti de pourpre de chevron d'or accompagné de trois roses d'argent et d'azur, à l'étoile rayonnant d'or.                                                                                        |